# 海帆
株式会社海帆（かいはん）は、全国で居酒屋などの飲食店を展開する東証上場企業。現在は、フランチャイズの「新時代」を19店舗他、28店舗を展開している（2023年6月現在）。
また、事業の第二の柱として、2022年から再生可能エネルギー事業も手掛けている。

## 概要
2003年5月に久田敏貴により昭和食堂小幡店を開業、有限会社海帆を設立（2006年に株式会社海帆に商号変更）し、同店を皮切りに日本全国に次々と新たな居酒屋を展開した。後18年に渡り、久田社長体制が続いた。 
2015年4月、東証マザーズに上場した。記者発表で久田敏貴社長は「今後年間で25～30店のペースで出店し、全国で200店体制、売上高100億円を目指す」と述べた。
2020年から始まった新型コロナウイルス感染症（COVID-19）の流行により、飲食業の存続維持が困難を極める中、2021年1月、久田に代わり國松晃が代表取締役社長に就任した。國松は、前職も含め20余年にわたる飲食業界での経験を買われ、代表取締役社長に抜擢された。
業績不振が続いたコロナ禍においては、不採算店の撤退、既存店舗から好調な業態である「新時代」へのリブランドや新規出店を進めることにより、業績回復に向かった。また、2022年7月、19店舗の居酒屋事業を行う株式会社ＳＳＳの株式を取得し、子会社化して収益強化するなど、経営改革が進められた。 
2022年3月、吉川元宏（当時副社長）が、代表取締役社長に就任。吉川は、2009年から４社の代表取締役社長を歴任する。
事業安定化のための新たな事業の柱として、2022年10月、吉川新体制の下、再生可能エネルギー事業に取り組む。再生可能エネルギー分野でも成長分野であるPPAモデル（Power Purchase Agreement　電力販売契約）に特に注力し、太陽光発電設備の開発、営農型太陽光発電設備の開発・運営サポート事業に参入した。
2022年11月、100％子会社　KAIHAN ENERGY JAPAN合同会社（2023年に株式会社レイズと提携し、KR ENERGY JAPANに商号変更）を設立した。設備施工・管理等を行う合同会社SOLAR99との業務委託契約により、事業化を加速する。
同年12月より、千葉県・茨城県・福島県などで太陽光発電施設用地や営農用用地の取得するなど、全国での用地取得を急速に進めている。
2023年5月、アマゾンデータサービスジャパン合同会社との間でPPA契約締結の発表を行い、早期に事業開始を実現している。
2024年1月、守田直貴が代表取締役に就任。就任間もない同月に、大阪支店の開設。

## 展開業態
以下の内容は、特に注記のない場合は公式サイトの飲食事業より引用。
| 1 | 新時代 新時代44             | 19店舗（東海地区を中心に） | 安くて旨い居酒屋フランチャイズ（フランチャイジーとして加盟）。一度食べたらクセになる、日本一のパリモチ鶏皮串「伝串」と、幅広いメニューが魅力。           |
| 2 | なつかし処昭和食堂[2]       | 1店舗（鹿児島）            | 懐かしくて落ち着く、ノスタルジックな雰囲気を楽しめる居酒屋。                                                                                             |
| 3 | 懐かし居酒屋えびすや[2]     | 2店舗（宮崎、熊本）        | 親しみやすい雰囲気が魅力のレトロ風居酒屋。店内は活気に溢れ、自然と笑顔のえびす顔に。                                                                     |
| 4 | BABY FACE PLANET’S          | 1店舗（岐阜）              | バリ島の南国風リゾートのリラックス空間を演出するレストラン                                                                                               |
| 5 | 立食い焼肉 次郎丸           | 4店舗（東京、神奈川）      | 立ち食いスタイルの焼き肉店。メニューは日替わりで、価格は30円〜極上まで様々なお肉を豊富に揃える。                                                         |
| 6 | 葵屋                        | 1店舗（埼玉）              | 和の落ち着きとスタイリッシュな雰囲気を併せ持つ、隠れ家情緒ダイニング。                                                                                   |
| 7 | 炭火焼干物定食 しんぱち食堂 | 1店舗（東京）              | 産地を吟味した20種類を超える焼き魚のメニューに加え、お米、味噌汁、お漬物にこだわり、低価格で提供する和食料理専門店。店内は、江戸時代のめし屋をイメージ。 |

## 過去の展開業態
- 炭火焼き鳥六三
- 299太郎
- ゆずの雫
- Briccone
- BARON
- 上方御馳走屋うるる
- 昭和食堂鳴海店

## 沿革

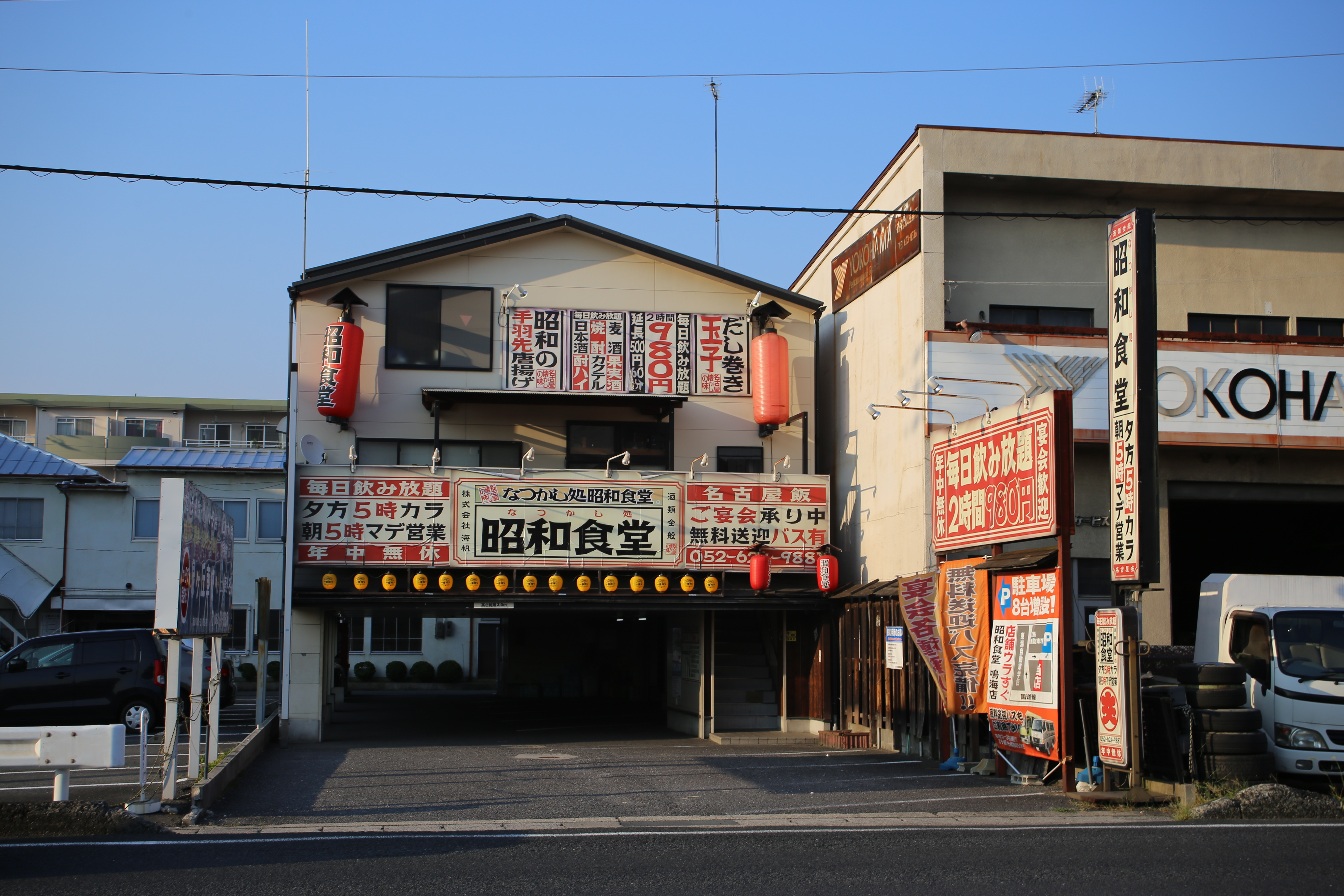
昭和食堂鳴海店（2015年8月）

以下の内容は公式サイトの会社沿革、IR情報より引用。
- 2003年（平成15年）
  - 5月 - 有限会社海帆を設立
  - 6月 - 名古屋市守山区に第一号店として、「なつかし処昭和食堂 小幡店」開店。
- 2005年（平成17年）3月 - Briccone開業。
- 2006年（平成18年）10月 - 株式会社海帆に商号変更。JELLY115開業。
- 2007年（平成19年）
  - 4月 - 美食ダイニング花舞開業。
  - 6月 - 上方御馳走屋うるるおよび激アツ！ホルモン開業。
  - 9月 - 大須二丁目酒場開業。
  - 11月 - うどん・丼物 てんこもり開業。
- 2008年（平成20年）4月 - ななやTIGER開業。
- 2009年（平成21年）広告代理店業務を内製化するために、有限会社アドハンを吸収合併
- 2010年（平成22年）
  - 2月 - はんなり離宮名古屋店開業。
  - 3月 - 299太郎開業。
  - 8月 - 昭和食堂を運営していた、中京ニックス株式会社から9店舗を一括取得
  - 11月 - がってん酒場錦店開業。
- 2011年（平成23年）
  - 3月 - 鍋ジロー川越店開業。
  - 4月 - BARON開業。
- 2012年（平成24年）
  - 3月 - 株式会社魚帆を100％子会社化
  - 8月 - えびすや土古店開業。
  - 9月 - Briccone piccolino開業。
- 2014年（平成26年）
  - 2月 - フジヤマ55伊勢店開業。
  - 3月 - 炭火焼き鳥六三開業。
  - 7月 - ゆずの雫東郷店開業。
- 2015年（平成27年）
  - 2月 - 博多炉端めっけもん大名店開業。
  - 4月 - 東京証券取引所マザーズ市場上場
- 2019年（令和元年）
  - 5月 - 株式会社弥七より「立食い焼肉 次郎丸」事業を取得[10]。
  - 12月 - 「海鮮個室居酒屋 葵屋 浦和店」を事業譲受により取得
- 2020年（令和2年）
  - 株式会社越後屋とフランチャイズ契約を締結。炭火焼干物定食しんぱち食堂浅草店を開店 [11]
  - 1月 - 株式会社魚帆を精算
  - 4月から6月、新型コロナウィルス感染症の流行下の営業自粛を受け、売上高は84%減の1億7400万円、最終損益が3億2700万円の赤字となった[12]。
- 2021年（令和5年）
  - 5月 - 株式会社ファッズと「新時代」のフランチャイズ契約を締結
  - 7月 - 三重県鈴鹿市、三重県津市、岐阜県大垣市、岐阜県岐阜市の依存店を「新時代」にリニューアルオープン

- 2022年（令和4年）
  - 4月 - 東京証券取引所の市場区分の見直しにより、マザーズ市場からグロース市場へ移行
  - 7月15日 - 居酒屋を展開する株式会社SSSの全株式を取得し、子会社化[13]。
  - 8月16日 - 吉川元宏が代表取締役社長に就任
  - 11月7日 - 再生可能エネルギー事業会社　KAIHAN ENERGY JAPAN合同会社（海帆100％子会社）を設立
- 2023年（令和5年）
  - 1月31日　KAIHAN ENERGY JAPAN合同会社がKR ENERGY JAPAN合同会社へ商号変更。
  - 5月　海帆は子会社KR ENERGY JAPAN合同会社を通じ、アマゾンデータサービスジャパン合同会社への長期売電契約を締結したと発表[6]。
  - 7月　株式会社エナジーリンクスと共同で、Non-Fit向け太陽光発電量及び売電価格集計システムを開発。
- 2024年（令和6年）
  - 1月 - 守田直貴が代表取締役社長に就任。
  - 1月 - 大阪支店を開設。
  - 2月 - ネパール共和国の水力発電所8ヶ所、総発電量285.44MW（メガワット）の発電事業を、現地法人であるSURYA MAINA HOLDING PVT LTDと共に取り組みを開始。